# Meganebasi
A Meganebasi  (眼鏡橋) , magyarul Szemüveghíd, Nagaszaki egyik 17. századi átkelője, Japán legrégebbi kő ívhídja.

## Története
A 22 méter hosszú híd 1634-ben épült a Nakasima folyó felett. Építését a közelben fekvő Kofukudzsi templom egyik kínai szerzetese, Mozi felügyelte, aki két évvel korábban érkezett Japánba. A szerzetes jól értett a hídépítéshez. Az építmény megsérült az 1647-es, majd az 1982-es áradásokban, de sikerült helyreállítani az eredeti kövek felhasználásával. Nevét, amely 1882 óta hivatalos elnevezése is,  arról kapta, hogy két íve és azok visszatükröződése szemüveghez teszik hasonlóvá.